# 草野央
草野 央（くさの ちか）は、日本の医学者、医師。専門は、消化器内科学・消化器内視鏡学。学位は、博士（医学）。
北里大学医学部消化器内科学主任教授、北里大学病院消化器内科科長。

## 人物
医師になった当初は消化器外科医としてキャリアをスタートしたが、消化器内視鏡検査や診断のスキルを身に付けるために、内視鏡切除の権威である後藤田卓志のもとで消化器内視鏡治療を複数の病院で学んだ。
後藤田卓志に伴って東京医科大学医学部を経て日本大学医学部に異動し、寄付講座である消化管がん予防・検診・治療学講座（主任：後藤田卓志教授）で、秋田県由利本荘市・にかほ市と共同で行っている中学生におけるヘリコバクター・ピロリ感染検査事業に携わった。
2021年に母校である北里大学医学部消化器内科学主任教授に就任し、全国で3人目の女性消化器内科主任教授就任例となった。消化器内科学の主任教授であっても、当初は外科医であったため日本外科学会認定登録医を有する。

## 略歴
- 山梨県甲府市出身。父は消化器外科医[4]。
- 山梨県立甲府第一高等学校卒業。
- 2000年3月 - 北里大学医学部医学科卒業[5]
- 2000年4月 - 東京女子医科大学病院消化器外科[5]
- 2005年4月 - 国立がんセンター中央病院内視鏡科レジデント・がん専門修練医[5]
- 2010年4月 - 国立国際医療研究センター病院消化器科医員[5]
- 2012年4月 - 東京医科大学医学部内科学第四講座臨床研究医[5]
- 2013年4月 - 東京医科大学医学部内科学第四講座助教[5]、東京医科大学病院消化器内科[6]
- 2014年4月 - 東京医科大学医学部内科学第四講座講師[5]、由利組合総合病院消化器科[7]
- 2014年12月 - 東京医科大学医学部内科学第四講座講師[5][8]
- 2015年4月 - 日本大学医学部内科学系消化器肝臓内科学分野助教[5]、由利組合総合病院消化器科[9]
- 2016年10月 - 日本大学医学部内科学系消化器肝臓内科学分野助教、日本大学病院消化器内科[10]
- 2019年 - 日本大学医学部内科学系消化器肝臓内科学分野助教・診療准教授[2]、日本大学病院内視鏡室長
- 2021年8月 - 北里大学医学部消化器内科学主任教授[5]、北里大学病院消化器内科科長[1]